# Oberea mutata
Oberea mutata är en skalbaggsart som beskrevs av Francis Polkinghorne Pascoe 1867. Oberea mutata ingår i släktet Oberea och familjen långhorningar.
Artens utbredningsområde är Myanmar. Inga underarter finns listade i Catalogue of Life.